# 小湊愛巳
小湊 愛巳（こみなと あいみ、12月23日 - ）は、テレビユー福島の社員で、同局の元アナウンサー・報道記者。

## 来歴
福島県郡山市出身。尚志高等学校、日本女子大学家政学部家政経済学科卒業。
大学を卒業後、2019年4月にテレビユー福島に入社。報道制作局に配属され、元NHK大分放送局キャスターの柗井綾乃とともに同局のアナウンサーになる。
2021年11月に第1子が誕生し、一児の母になる。
2024年3月1日付でアナウンス職と記者職から離れ、テレビユー福島の新規事業などに携わる部署へ異動した。

## 人物
大学在学中の2017年に、福島県内外のイベントなどで米の消費拡大と福島県産米のPR活動を行う「2017うつくしまライシーホワイト」のメンバーに選出された。また同年秋からは、ファッション雑誌『CanCam』の読者モデルも務めていた。
中学校と高等学校の教員免許（教科：家庭科）を有する。

## アナウンサー時代の担当番組
- Nスタふくしま[7][8]
- ふくしまSHOW[2]
- ニュース番組[2]